# Jane Bathori
Jeanne-Marie Berthier, dite Jane Bathori, est une mezzo-soprano française née le 14 juin 1877 dans le 3e arrondissement de Paris et morte le 21 janvier 1970 à Limeil-Brévannes (Val-de-Marne).

## Biographie
Jeanne-Marie Berthier naît le 14 juin 1877 à Paris 3e de Charles Pierre Berthier et de Reine Ducret.
À l'âge de 5 ans, elle étudie le piano et se destine à une carrière de pianiste de concert mais elle se tourne vers le chant qu'elle apprend avec Mme Brunet-Lafleur qui lui donne son pseudonyme : Jane Bathori. À la demande du poète Achille Segard, elle fait ses débuts professionnels en 1898 au théâtre de la Bodinière, rue Saint-Lazare à Paris, elle honore le poète Paul Verlaine dans un concert-festival Reynaldo Hahn accompagnée du compositeur au piano. Pendant ce concert, elle rencontre le ténor Émile Engel qui devient son professeur, puis dix ans plus tard, le 21 mai 1908, son mari ; mais elle divorcera treize ans plus tard, le 23 juillet 1921.
En 1898, elle chante aux Concerts du Conservatoire où elle fait la connaissance de Maurice Ravel ; son interprétation en 1904 de la mélodie Asie extraite du cycle Schéhérazade de Ravel lui vaut d'assurer ensuite la création de presque toutes les premières mélodies de ce compositeur. La même année, elle débute aux Grands Concerts ; elle apparaît alors aux Concerts du Conservatoire où elle exécute des pièces de Gabriel Fauré, La Naissance de Vénus, et la Messe de Requiem de Camille Saint-Saëns.
Pendant la saison 1899-1900, elle fait ses débuts de mezzo-soprano à l’opéra de Nantes. En 1917, elle devient directrice du théâtre du Vieux-Colombier à la demande de Jacques Copeau, directeur du Vieux-Colombier,. Après la Première Guerre mondiale, elle chante à la Scala de Milan avec Enrico Caruso sous la direction d'Arturo Toscanini  et dans d’autres théâtres à travers l’Europe. Dans les années 1920, elle joue un rôle dans la propagation et la vulgarisation de la nouvelle musique de cette époque et notamment celle du groupe des Six. Darius Milhaud et Germaine Tailleferre l'accompagnent dans de nombreux enregistrements.
Elle rencontre la jeune actrice Andrée Tainsy en 1935 et va partager sa vie jusqu’à sa mort en 1970. Dans les années 1930, elle chante au théâtre Colón de Buenos Aires en Argentine. Pendant la Seconde Guerre mondiale, sous l’occupation allemande, elle s'exile à Buenos Aires en compagnie d'Andrée Tainsy. Elle ne revient en France qu’à la Libération. Jane Bathori enseigne alors et donne des leçons particulières à un certain nombre de jeunes chanteurs. Bien que l’âge ait mis un terme à sa propre carrière de concertiste, elle apparaît de temps en temps en public et sur des enregistrements comme accompagnatrice.
Le nom de Jane Bathori reste avant tout attaché à l'avant-garde musicale française, que ce soit celle du début du XXe siècle, avec Gabriel Fauré, Claude Debussy, Maurice Ravel, Erik Satie et Poldowski, ou celle de l'entre-deux-guerres avec le groupe des Six,.
Elle meurt le 21 janvier 1970 à Limeil-Brévannes dans le Val-de-Marne. Ses cendres ont été placées dans la case 6954 du columbarium du Père-Lachaise à Paris ; celles d'Andrée Tainsy se trouvent à proximité (case 6966) depuis 2004.

## Distinctions
- Légion d'honneur, au grade de chevalier en 1935[1]